# Helius (Rhampholimnobia) spinteris
Helius (Rhampholimnobia) spinteris is een tweevleugelige uit de familie steltmuggen (Limoniidae). De soort komt voor in het Australaziatisch gebied.